# Novembergruppe

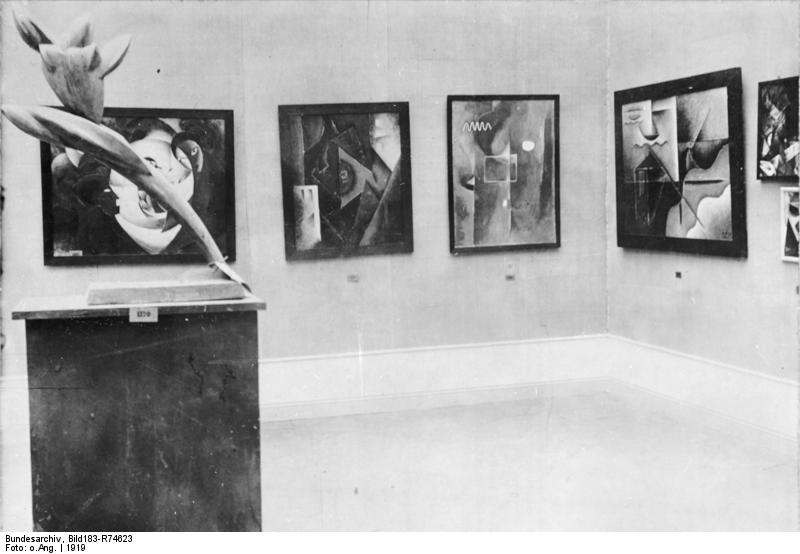
Den sal som tillhörde Novembergruppe på den årliga Große Berliner Kunstausstellung ["Berlins stora konstutställning"] år 1919. Till vänster skulpturen Furioso av Oswald Herzog (1881–ovisst när).

Novembergruppe var en tysk konstnärsförening som bildades den 3 december 1918 i Berlin. Som mest hade den över 170 medlemmar. Namnet ville erinra om den tyska novemberrevolutionen samma år. Efter nazisternas maktövertagande 1933 var gruppen tvungen att avbryta sitt arbete. Två år senare ströks den slutgiltigt ur stadens föreningsregister. 

## Bakgrund
Initiativtagare till grundandet var en kärna av konstnärer som åren före första världskriget hade varit verksamma inom den expressionistiska grupperingen Neue Secession i Berlin, en organisation som upplöstes 1914. Bland dessa var målarna Max Pechstein, César Klein (1876–1954) och Georg Tappert. Vid det första sammanträdet den 3 december 1918 deltog bland andra även målarna Rudolf Bauer och Otto Freundlich, skulptören Rudolf Belling och arkitekten Erich Mendelsohn.  
Efter det första sammanträdet publicerade Novembergruppe ett upprop med de nyblivna medlemmarnas underskrifter i den expressionistiska tidskriften Die schöne Rarität, vilket följdes den 13 december 1918 av ett utskick till konstnärer runt om i hela Tyskland, för att värva ännu fler medlemmar. Under de första månaderna gick 170 konstnärer med. Många kom ur kretsen kring Herwarth Waldens tidskrift, galleri och förlag Der Sturm. Tidigt anslöt sig även italienska futurister och betydande konstnärer ur Berlins DADA-grupp, liksom viktiga medlemmar av det lika nygrundade Bauhaus, varav en del kom ur den äldre organisationen Deutscher Werkbund.
På Potsdamer Straße 113 (förstört under andra världskriget, på nuvarande nr 81) hade föreningen sitt första kontor. Huset tillhörde konsthandlaren och förläggaren Wolfgang Gurlitt, kusin till konsthistorikern och konsthandlaren Hildebrand Gurlitt. Både César Klein och Max Pechstein kände honom sedan tidigare.